# Corneliu Robe
Corneliu Robe (* 23. Mai 1908 in Bukarest; † 4. Januar 1969 ebenda) war ein rumänischer Fußballspieler. Er kam zu 40 Einsätzen in der höchsten rumänischen Spielklasse, der Divizia A, und nahm an der Fußball-Weltmeisterschaft 1930 teil.

## Karriere
Corneliu Robe begann mit dem Fußballspielen in seiner Heimatstadt Bukarest zunächst bei Colțea, später wechselte er zu Olympia Bukarest. Dort rückte er im Jahr 1929 in die erste Mannschaft auf. Olympia konnte sich aber nicht gegen die Konkurrenz von Juventus und Venus durchsetzen, so dass Robe die Teilnahme an der Endrunde um die rumänische Fußballmeisterschaft versagt blieb.
Als Olympia im Jahr 1932 nicht zu den Gründungsmitgliedern der rumänischen Profiliga Divizia A zählte, wechselte er zum Lokalrivalen Unirea Tricolor, wo er am 4. September 1932 seinen ersten Einsatz hatte. Robe war während der vier Jahre, die er bei Unirea Tricolor blieb, nie über längere Zeit Stammspieler. Im Jahr 1936 verließ er den Verein und wechselte zu Sportul Studențesc in die Divizia B, wo seine Karriere im Jahr 1937 zu Ende ging.

## Nationalmannschaft
Robe bestritt 14 Partien für die rumänische Fußballnationalmannschaft, erzielte jedoch kein Tor. Seinen Einstand gab er am 21. Juli 1930 im Rahmen der Fußball-Weltmeisterschaft in Uruguay bei der 0:4-Niederlage gegen die Gastgeber.

## Erfolge
- WM-Teilnehmer: 1930
- Sieger im Balkan-Cup: 1929/31, 1933